# 捷克斯洛伐克社會主義共和國經濟
捷克斯洛伐克社會主義共和國經濟：在1980年代，捷克斯洛伐克是東方集團最富裕的國家。雖然遠低於西歐國家，捷克斯洛伐克仍享有比其他東歐國家高得多的生活水準。捷克斯洛伐克經濟嚴重依存外貿。捷克斯洛伐克還是東方國家中欠非共產國家外債最少的國家。但捷克斯洛伐克也和其他東歐國家一樣存在嚴重的結構性經濟問題，生產嚴重不足導致商品短缺，經濟增長速度遠遠低於西歐國家。能源和材料消耗量也過大。共產主義時代之前，1938年時捷克斯洛伐克曾是世界第十大工業國。1980年代中期時，捷克經濟已經高度工業化。同時大部分人都受僱於社會主義經濟體系之內。

## 外部連結
- RFE Czechoslovak Unit Open Society Archives, Budapest